# Resolució 339 del Consell de Seguretat de les Nacions Unides
La Resolució 339 del Consell de Seguretat de les Nacions Unides va ser aprovada el 23 d'octubre de 1973 amb la finalitat d'aportar un alto el foc en la Guerra de Yom Kipur, després del fracàs de la Resolució 338.
La resolució va reafirmar principalment els termes establerts en la Resolució 338 (que es van basar en la resolució 242), tornant a les forces de tots dos costats de nou a la posició que tenien quan l'alto el foc de la resolució 338 va entrar en vigor. També allí el Secretari General de les Nacions Unides va sol·licitar dur a terme les mesures cap a la col·locació d'observadors per supervisar l'alto el foc.
La resolució va ser adoptada amb 14 vots. La República Popular de la Xina no va participar en la votació.